# Simning vid världsmästerskapen i simsport 2022 – 4 × 100 meter mixed medley
4 × 100 meter mixed medley vid världsmästerskapen i simsport 2022 avgjordes den 24 juni 2022 i Donau Arena i Budapest i Ungern.
Guldet togs av USA:s kapplag på tiden 3.38,79. Silvret togs av Australien på tiden 3.41,34 och bronset till Nederländerna på tiden 3.41,54.

## Rekord
Inför tävlingens start fanns följande världs- och mästerskapsrekord:
|                   | Nation         | Tid     | Ort              | Datum        |
| ----------------- | -------------- | ------- | ---------------- | ------------ |
| Världsrekord      | Storbritannien | 3.37,58 | Tokyo, Japan     | 31 juli 2021 |
| Mästerskapsrekord | USA            | 3.38,56 | Budapest, Ungern | 26 juli 2017 |

## Resultat

### Försöksheat
Försöksheaten startade klockan 10:13.
| Placering | Heat | Bana | Nation           | Simmare | Tid             | Noteringar      |
| --------- | ---- | ---- | ---------------- | --- | --------------- | --------------- |
| 1         | 4    | 3    | USA              | Ryan Murphy (52,40) Lilly King (1.06,79) Michael Andrew (50,69) Erika Brown (53,28)                                                 | 3.43,16         | 0Q0             |
| 2         | 3    | 3    | Nederländerna    | Kira Toussaint (1.00,45) Arno Kamminga (58,70) Nyls Korstanje (51,12) Marrit Steenbergen (53,21)                                    | 3.43,48         | 0Q0             |
| 3         | 4    | 4    | Storbritannien   | Medi Harris (1.00,09) James Wilby (58,94) Jacob Peters (51,49) Anna Hopkin (53,12)                                                  | 3.43,64         | 0Q0             |
| 4         | 4    | 5    | Australien       | Isaac Cooper (53,77) Matthew Wilson (1.00,27) Brianna Throssell (57,51) Meg Harris (53,03)                                          | 3.44,58         | 0Q0             |
| 5         | 3    | 4    | Kina             | Xu Jiayu (53,33) Yu Jingyao (1.06,73) Wang Changhao (51,23) Cheng Yujie (53,63)                                                     | 3.44,92         | 0Q0             |
| 6         | 3    | 6    | Japan            | Ryosuke Irie (53,05) Reona Aoki (1.06,49) Naoki Mizunuma (50,92) Rika Omoto (54,62)                                                 | 3:45.08         | 0Q0             |
| 7         | 3    | 5    | Italien          | Michele Lamberti (54,40) Arianna Castiglioni (1.05,82) Elena Di Liddo (57,83) Manuel Frigo (48,39)                                  | 3.46,44         | 0Q0             |
| 8         | 4    | 2    | Tyskland         | Ole Braunschweig (53,90) Anna Elendt (1.05,59) Angelina Köhler (58,06) Jan Eric Friese (48,99)                                      | 3.46,54         | 0Q0             |
| 9         | 4    | 7    | Brasilien        | Guilherme Basseto (54,69) João Gomes Júnior (1.00,15) Giovanna Diamante (58,31) Stephanie Balduccini (54,92)                        | 3.48,07         |                 |
| 10        | 4    | 6    | Israel           | Anastasia Gorbenko (1.00,08) Kristian Pitshugin (1.01,55) Tomer Frankel (51,71) Daria Golovaty (55,05)                              | 3.48,39         |                 |
| 11        | 3    | 7    | Kanada           | Javier Acevedo (54,80) Rachel Nicol (1.07,28) Katerine Savard (58,57) Yuri Kisil (48,28)                                            | 3.48,93         |                 |
| 12        | 3    | 2    | Grekland         | Evangelos Makrygiannis (54,38) Konstantinos Meretsolias (1.00,35) Anna Ntountounaki (58,88) Theodora Drakou (55,52)                 | 3.49,13         |                 |
| 13        | 1    | 5    | Hongkong         | Stephanie Au (1.01,38) Adam Chillingworth (1.02,16) Nicholas Lim (54,27) Camille Cheng (56,47)                                      | 3.54,28         |                 |
| 14        | 2    | 0    | Singapore        | Quah Zheng Wen (55,26) Nicholas Mahabir (1.00,30) Letitia Sim (1.01,88) Amanda Lim (56,99)                                          | 3.54,43         |                 |
| 15        | 4    | 0    | Lettland         | Ģirts Feldbergs (55,65) Daniils Bobrovs (1.02,69) Ieva Maļuka (1.02,29) Gabriela Ņikitina (57,14)                                   | 3.57,77         | 0NR0            |
| 16        | 2    | 2    | Kinesiska Taipei | Chuang Mu-lun (55,51) Wang Hsing-hao (1.03,33) Hsu An (1.02,65) Huang Mei-chien (56,64)                                             | 3.58,13         | 0NR0            |
| 17        | 4    | 8    | Slovakien        | Tamara Potocká (1.04,91) Nikoleta Trníková (1.10,14) Ádám Halás (54,02) Matej Duša (49,60)                                          | 3.58,67         |                 |
| 18        | 3    | 8    | Sydafrika        | Olivia Nel (1.03,35) Brenden Crawford (1.01,33) Clayton Jimmie (56,05) Stephanie Houtman (59,92)                                    | 4.00,65         |                 |
| 19        | 1    | 4    | Vietnam          | Nguyễn Quang Thuấn (59,87) Phạm Thanh Bảo (1.02,69) Lê Thị Mỹ Thảo (1.03,76) Võ Thị Mỹ Tiên (1.01,21)                               | 4.07,53         |                 |
| 20        | 2    | 1    | Thailand         | Jinjutha Pholjamjumrus (1.08,22) Dulyawat Kaewsriyong (1.05,69) Navaphat Wongcharoen (54,08) Yarinda Sunthornrangsri (1.01,29)      | 4.09,28         |                 |
| 21        | 2    | 5    | Marocko          | Lina Khiyara (1.09,19) Imane El Baroudi (1.14,80) Samy Boutouil (54,53) Souhail Hamouchane (52,39)                                  | 4.10,91         |                 |
| 22        | 3    | 0    | Bahamas          | Lamar Taylor (58,58) Izaak Bastian (1.04,72) Zaylie Thompson (1.10,74) Lillian Higgs (1.01,15)                                      | 4.15,19         |                 |
| 23        | 2    | 7    | Mongoliet        | Enkh-Amgalangiin Ariuntamir (1.08,56) Zandanbal Gunsennorov (1.08,74) Batbayaryn Enkhkhüslen (1.04,98) Batbayaryn Enkhtamir (53,04) | 4.15,32         |                 |
| 24        | 2    | 4    | Seychellerna     | Therese Soukup (1.11,96) Simon Bachmann (1.07,51) Mathieu Bachmann (57,36) Khema Elizabeth (1.02,38)                                | 4.19,21         |                 |
| 25        | 4    | 9    | Angola           | Salvador Gordo (1.01,39) Maria Freitas (1.19,67) Lia Lima (1.06,72) Henrique Mascarenhas (52,99)                                    | 4.20,77         |                 |
| 26        | 1    | 3    | Nordmarianerna   | Juhn Tenorio (1.01,77) Maria Batallones (1.24,00) Taiyo Akimaru (1.02,22) Jinie Thompson (1.09,92)                                  | 4.37,91         |                 |
| 27        | 2    | 9    | Guam             | Benjamin Ko (1.03,63) Keana Santos (1.35,53) Mia Lee (1.12,81) Israel Poppe (55,13)                                                 | 4.47,10         |                 |
| 28        | 1    | 6    | Maldiverna       | Aishath Sausan (1.18,58) Mubal Azzam Ibrahim (1.19,87) Mohamed Aan Hussain (1.07,09) Hamna Ahmed (1.12,52)                          | 4.58,06         |                 |
| 29        | 2    | 8    | Sydkorea         | Lee Ju-ho (54,40) Choi Dong-yeol (1.00,13) Kim Seo-yeong Jeong So-eun                                                               | Diskvalificerad | Diskvalificerad |
| 29        | 3    | 1    | Litauen          | Erikas Grigaitis (55,27) Kotryna Teterevkova (1.08,16) Deividas Margevičius Rūta Meilutytė                                          | Diskvalificerad | Diskvalificerad |
| 29        | 4    | 1    | Estland          | Armin Evert Lelle (55,84) Eneli Jefimova Alex Ahtiainen Aleksa Gold                                                                 | Diskvalificerad | Diskvalificerad |
| 29        | 2    | 3    | Uganda           | | Startade inte   | Startade inte   |
| 29        | 2    | 6    | Tanzania         | | Startade inte   | Startade inte   |
| 29        | 3    | 9    | Peru             | | Startade inte   | Startade inte   |

### Final
Finalen startade klockan 19:52.
| Placering | Bana | Nation         | Simmare                                                                                          | Tid     | Noteringar |
| --------- | ---- | -------------- | ------------------------------------------------------------------------------------------------ | ------- | ---------- |
| 1         | 4    | USA            | Hunter Armstrong (52,14) Nic Fink (57,86) Torri Huske (56,17) Claire Curzan (52,62)              | 3.38,79 |            |
| 2         | 6    | Australien     | Kaylee McKeown (58,66) Zac Stubblety-Cook (58,92) Matthew Temple (50,84) Shayna Jack (52,92)     | 3.41,34 |            |
| 3         | 5    | Nederländerna  | Kira Toussaint (59,72) Arno Kamminga (58,28) Nyls Korstanje (50,99) Marrit Steenbergen (52,55)   | 3.41,54 |            |
| 4         | 3    | Storbritannien | Medi Harris (59,51) James Wilby (58,49) James Guy (50,95) Freya Anderson (52,70)                 | 3.41,65 |            |
| 5         | 1    | Italien        | Thomas Ceccon (52,26) Nicolò Martinenghi (57,93) Elena Di Liddo (57,72) Silvia Di Pietro (53,76) | 3.41,67 |            |
| 6         | 2    | Kina           | Xu Jiayu (52,90) Yan Zibei (59,25) Zhang Yufei (57,74) Cheng Yujie (53,66)                       | 3.43,55 |            |
| 7         | 7    | Japan          | Ryosuke Irie (52,97) Reona Aoki (1.07,10) Naoki Mizunuma (50,89) Rika Omoto (54,32)              | 3.45,28 |            |
| 8         | 8    | Tyskland       | Ole Braunschweig (54,08) Anna Elendt (1.05,83) Angelina Köhler (58,39) Rafael Miroslaw (48,34)   | 3.46,64 |            |